# New Zealand State Highway 10
Der New Zealand State Highway 10 (State Highway 10 oder in Kurzform SH 10) ist eine Fernstraße von nationalem Rang auf der Nordinsel von Neuseeland.

## Geographie
Die Fernstraße besitzt eine Länge von 104 km und verläuft in der Nähe der Nord- und Ostküste im Nordosten der Northland Peninsula. Die Straße bindet die küstennahen Regionen an, während der State Highway 1 durch das Inland verläuft. Der SH 10 ist in Awanui am Fuße der Aupōuri Peninsula und in Parakara südwestlich der Bay of Islands mit dem SH 1 verbunden, weiterhin zweigt beim Waitangi River der SH 11 nach Südwesten hin ab.

## Streckenführung
Nach seinem Start in Awanui verläuft er anfangs in einiger Entfernung zur Küste des Rangaunu Harbour nach Nordosten durch die Ortschaften Kareponia, Kaingaroa und Lake Ohia, wo in nördlicher Richtung die Zufahrt zur Karikari Peninsula abzweigt. Dann schwenkt er nach Osten und durchquert Aurere und den Ballungsraum Taipa-Mangonui an der Südseite der Doubtless Bay. Danach überquert er den Oruaiti River und erreicht Oruaiti.
Von hier entfernt sich der SH 10 in südöstlicher Richtung von der Küste, die er bei Kahoe und Waitaruke am Südwestufer des Whangaroa Habour wieder erreicht. Nun verläuft er die letzten 45 km in südöstlicher Richtung in etwa sechs bis zehn Kilometer Entfernung von der Küste durch die Ortschaften Kaeo, Orotere, Te Whau, Kapiro, Waipapa, Puketona und Oromahoe, um sich schließlich bei Parakara wieder mit dem SH 1 zu vereinigen.